# Xã Clinton, Quận Ringgold, Iowa
Xã Clinton (tiếng Anh: Clinton Township) là một xã thuộc quận Ringgold, tiểu bang Iowa, Hoa Kỳ. Năm 2010, dân số của xã này là 208 người.